# Multi-Racing Championship
MRC: Multi-Racing Championship, también conocido como simplemente Multi Racing Championship (マルチレーシングチャンピオンシップ Maruchi Rēshingu Chanpionshippu?), es un videojuego de carreras de 1997 desarrollado por Genki y publicado por Ocean en Norteamérica y Europa y por Imagineer en Japón para Nintendo 64. El juego es compatible con el Controller Pak y el Rumble Pak.

## Jugabilidad
En el modo Campeonato, el jugador compite contra nueve corredores controlados por computadora. Terminar primero avanza el juego. En el modo Contrarreloj, los jugadores intentan terminar un recorrido en el menor tiempo posible. Coche fantasma está incluido para que el jugador pueda competir contra el mejor tiempo registrado. El modo Free Run permite al jugador conducir libremente sin otros oponentes ni límite de tiempo. El modo VS Race permite que dos jugadores compitan entre sí. La opción desbloqueable Match Race enfrenta al jugador contra un oponente informático oculto en una carrera nocturna. Se incluyen efectos climáticos como lluvia, niebla y nieve.
MRC presenta diez automóviles, que se dividen en dos grupos: automóviles de carretera y vehículos todoterreno. Hay siete áreas diferentes para la personalización del automóvil: neumáticos, frenos, suspensión, dirección, transmisión, relación de transmisión y aerodinámica. MRC incluye tres pistas: Sea Side, Mountain y Downtown. Los cursos tienen múltiples caminos y se pueden desbloquear imágenes reflejadas.

## Desarrollo
El juego se presentó en el Tokyo Game Show de abril de 1997, donde atrajo a grandes multitudes a pesar de que el editor Imagineer sólo tenía un pequeño stand.
Fue el primer juego de una filial de Infogrames que se lanzó en la Nintendo 64.

## Recepción
Multi Racing Championship obtuvo un 67 % en el sitio web agregación de reseñas GameRankings según 12 reseñas. A los críticos les gustó que los jugadores pudieran personalizar su coche para adaptarlo a diferentes condiciones de la carretera y la mezcla de carreras dentro y fuera de la carretera, pero sintió que la pequeña cantidad de pistas perjudicaba gravemente el valor del juego. Si bien la mayoría de los críticos elogiaron los controles, GameSpot descubrió que el manejo realista obliga al jugador a reducir demasiado la velocidad, concluyendo que MRC no tiene la ilusión de velocidad y hace que el juego sea aburrido. Matt Casamassina de IGN describió MRC como un juego de carreras promedio decente. Edge destacó el manejo realista de los coches, que varía según el material de la superficie de la carretera. La revista criticó la corta duración del juego, pero admitió que el modo para dos jugadores le da cierta longevidad al juego.
La mayoría de los críticos también dijeron que los gráficos en general eran sólidos pero que en realidad no lograron impresionar, Y encontró al locutor molesto. GamePro argumentó que a pesar de los defectos del juego, vale la pena echarle un vistazo porque hasta ahora era la única alternativa real de Nintendo 64 al criticado Cruis'n USA. Sin embargo, GameSpot e IGN señalaron que Top Gear Rally y San Francisco Rush serían ambos salió pronto y parecía más prometedor que MRC. Tres de los cuatro críticos de Electronic Gaming Monthly's también sintieron que MRC no era tan bueno como el resto de los juegos de carreras que llegaron a la Nintendo 64 a finales de 1997, y se hicieron eco que la evaluación de IGN del juego es claramente promedio. Por el contrario, Next Generation elogió su "maravillosa complejidad gráfica", elogiando también el realismo y el modelo de física y considerando el juego como un rival respetable de los juegos de carreras de Sega.